# Varano (Camerino)

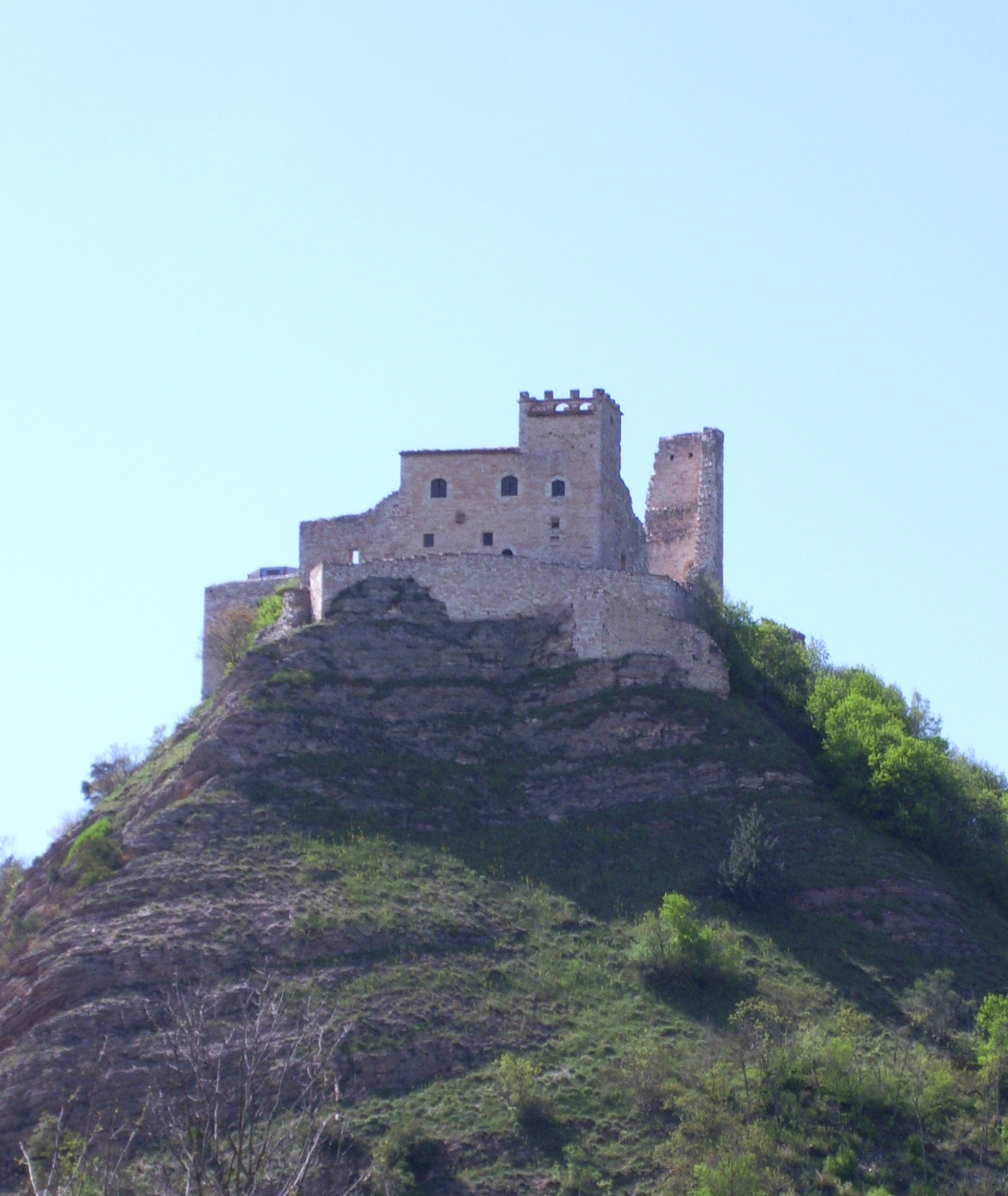
Rocca Varano

Le hameau de Varano est une frazione de la commune de Camerino, dans la province de Macerata, dans la région des Marches, en Italie centrale. 
La famille Varano s'est illustrée par ses condottieres guelfes au XIVe siècle.
Il est connu pour son ancien château, Rocca Varano où se tient tous les étés un festival de jazz.